# Olyras weeksi
Olyras weeksi är en fjärilsart som beskrevs av Fox 1956. Olyras weeksi ingår i släktet Olyras och familjen praktfjärilar. Inga underarter finns listade i Catalogue of Life.